# Payena lamii
Payena lamii är en tvåhjärtbladig växtart som beskrevs av A.Bruggen. Payena lamii ingår i släktet Payena och familjen Sapotaceae. Inga underarter finns listade i Catalogue of Life.